# Station Uji (Keihan)
Station Uji (宇治駅,  Uji-eki) is een spoorwegstation in de Japanse stad Uji. Het wordt aangedaan door de Uji-lijn. Het station heeft twee sporen, gelegen aan een enkel eilandperron en is de eindhalte van de Uji-lijn. Het station dient niet verward te worden met het gelijknamige station aan de Nara-lijn: dit station ligt aan de overzijde van de Uji-rivier.

## Treindienst

### Uji-lijn
| 1,2 | ■ | richting Rokujizō en Chūshōjima |

## Geschiedenis
Het station van Keihan werd in 1913 geopend. In 1995 werd het station verplaatst.

## Overig openbaar vervoer
Bussen van Keihan.

## Stationsomgeving
- Uji-rivier
- Uji-brug
- Agata-schrijn
- Ujigami-schrijn
- Genji Monogatari-museum
- Byōdō-tempel

Chūshojima · Kangetsukyō · Momoyama-Minamiguchi · Rokujizō · Kowata · Ōbaku · Mimurodo · Uji